# Mouthe
Mouthe är en kommun i departementet Doubs i regionen Bourgogne-Franche-Comté i östra Frankrike. Kommunen ligger i kantonen Mouthe som tillhör arrondissementet Pontarlier. År 2022 hade Mouthe 1 025 invånare.

## Befolkningsutveckling
Antalet invånare i kommunen Mouthe
Referens:INSEE

## Klimat
Mouthe ligger i en region i Jurabergen som kallas "Lilla Sibiren" (La Petite Sibérie) och det är inte ovanligt med snöfall så sent som den tredje veckan i mars. Även om den genomsnittliga låga temperaturen för januari i staden varierar från cirka -6 °C till -10 °C, sjönk den låga temperaturen till -32,8 °C (-27,0 °F) den 13 januari 1968 och föll vidare till -41,2 °C (-41,1 °F) den 17 januari 1985.